# Gustave Ador
Gustave Ador, född 23 december 1845 i Cologny, död den 31 mars 1928 i Genève, var en schweizisk statsman och advokat.

## Biografi
Ador blev 1869 praktiserande advokat i sin födelsestad och kom snart att spela en framträdande roll i kantonen Genèves politiska liv. Han valdes 1874 till medlem i Genèves stora råd, blev medlem av kantonens regering och genomförde i dess politik en liberal, av religiös tolerans präglad politik i stället för den förut rådande radikala. Ador blev 1889 en av Genèves ombud i Schweiz nationalråd (som han var medlem av till 1917) och var 1901–1902 rådets president. Han stod där i spetsen för den liberala centern, som motsatte sig alltför stor administrativ centralisation. Han var Schweiz generalkommissarie vid världsutställningen i Paris 1900. Ador var under många år en bland de ledande i Internationella Rödakorskommittén och dennas president.
År 1917 invaldes han i schweiziska förbundsrådet, och chef för utrikesdepartementet efter Arthur Hoffmann, som blev tvungen att avgå eftersom han stött socialisten Robert Grimms försök att framföra ett tysk-österrikiskt fredsanbud till ryska regeringen i samband med första världskriget. Ador övertog 1918 i stället ledningen av inrikesdepartementet och valdes i december 1918 till förbundsrådets president för 1919. På denna post lyckades han 1920 i Paris och London utverka erkännande av Schweiz permanenta neutralitet vid dess inträde i Nationernas förbund och representerade Schweiz vid förbundets första möte i Genève. Vid Nationernas förbunds andra delegeradeförsamling i Genève 1921 utsågs han till dess hederspresident.